# 腌核桃

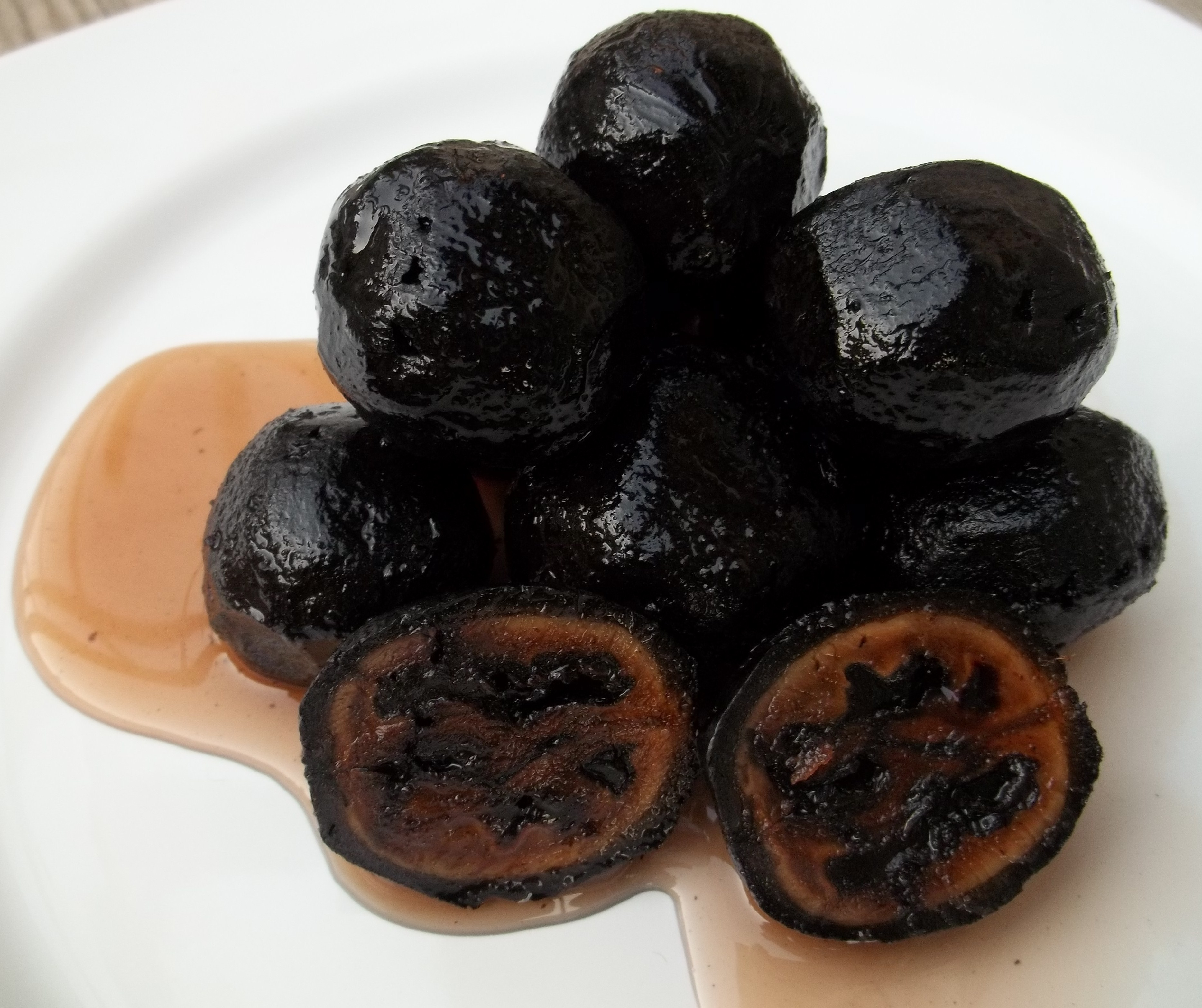
腌核桃

腌核桃（英語：pickled walnuts）是道英国的传统腌制食品，由核桃制成，常常与冷火鸡、火腿、蓝纹奶酪搭配食用。制作腌核桃需要花费超过一周的时间，青核桃先是经过盐渍，方便去除核桃的苦味、延长保存时间，随后再经过腌制完成。